# Andrija Šumanovac
Dr. Andrija Šumanovac (Bošnjaci, 30. studenoga 1801. – Bošnjaci, 2. srpnja 1873.) bio je hrvatski katolički svećenik, teolog, dekan i arhiđakon Gornjega Srijema.

## Životopis
Andrija Šumanovac rođen je 30. studenoga 1801. godine u Bošnjacima. Nakon pučke škole u rodnom mjestu, pohađa gimnaziju u Vinkovcima. Godine 1820. stupio je u đakovačko sjemenište, a 1823. godine odlazi na studij u Peštu. Dana 11. studenoga 1827. prima svete redove i slavi mladu misu. U župi Vrpolje bio je kapelan, a istovremeno je bio na ispomoći u Đakovu. Uskoro postaje doktorom teologije.
Biskup Raffay 1829. godine postavio ga je za profesora. Podučavao je kasnijeg biskupa Josipa Jurja Strossmayera. Školske godine 1832./1833. prelazi s filozofskoga odsjeka na katedru polemike i dogmatike, a četiri godine kasnije preuzima katedru crkvenog prava i povijesti. Do 1844. godine predaje kao profesor kada postaje župnikom u Gradištu gdje ostaje do 1855. godine i prelaska na službu u rodne Bošnjake u kojima ostaje do smrti 1873. godine.
Dr. Šumanovac radio je na školstvu, izgradnji župa, a po nalogu biskupa Strossmayera 1861. godine priredio je i katolički katekizam.